# Coupe de la Ligue polonaise de football
La Coupe de la Ligue polonaise (Puchar Ekstraklasy en polonais) est une compétition de football créée en 1952 et arrêtée en 2009. Elle oppose dans sa dernière version les clubs polonais de première division, disposés dans quatre groupes différents avant une série de matchs à élimination directe.
Anciennement organisée par la Fédération de Pologne de football, la Coupe de la Ligue est ensuite prise en main par l'Ekstraklasa SA, organisme créé par les représentants des clubs de première division et qui organise le championnat.

## Histoire

### Puchar Zlotu: 1952
La première édition de la Coupe de la Ligue, alors appelée Puchar Zlotu, s'est tenue en 1952. Inventée le 1er avril par le Prezydium Sekcji Piłki Nożnej GKKF, remplaçant alors la Fédération polonaise de football, la coupe oppose 12 clubs de première division. À l'origine, les organisateurs de la Puchar Zlotu désiraient, juste après la fin du championnat, mettre en compétition les internationaux polonais, en vue des Jeux Olympiques d'Helsinki, alors que la Pologne restait sur plusieurs échecs.
Pour cette édition 1952, douze clubs sont repartis en deux groupes, et s'affrontent en matches aller-retour. La phase de poules terminée, les premiers de chaque groupe se retrouvent en finale, les deuxièmes et troisièmes s'affrontant simplement pour compléter le classement. Le 20 juillet à Varsovie, devant plus de 50 000 spectateurs, on assiste en finale à un derby cracovien, opposant le Cracovia au Wawel, et où ce dernier s'imposait largement cinq buts à un. Le Wisła complétait le podium

### Puchar Ligi: 1977-2002
Depuis le début des années 1970, le football en Pologne voit sa popularité augmenter. Plusieurs clubs du pays connaissent de grandes épopées en Coupe d'Europe, comme le Legia Varsovie ou le Górnik Zabrze. Selon le magazine sportif polonais Sports, une nouvelle coupe augmenterait l'importance du football polonais en Europe. Au printemps 1977, l'idée de reprendre l'ancien concept de la Coupe de la Ligue surgit. Après avoir convaincu tous les clubs majeurs, la coupe reprend du service officiellement, le 27 mai 1977. Après trois semaines de compétition, ayant eu lieu juste après la fin du championnat, l'Odra Opole sort vainqueur devant le Widzew Łódź au Stade Municipal de Częstochowa, le 18 juin. En récompense, l'Odra Opole obtient une place pour le premier tour de la Coupe UEFA.
Malheureusement, malgré les efforts des organisateurs, la première édition est un semi-échec. Les joueurs présents lors de la compétition ne sont en grande majorité pas professionnels, de sorte que les matches sont d'un niveau moyen voire faible. De plus, la calendrier semble inapproprié, puisque la nouvelle saison et le championnat reprennent presque un mois plus tard, le 20 juillet, ce qui raccourcit les vacances des joueurs et leur temps de préparation.
Par conséquent, la société responsable de la compétition ne prolonge pas son activité en 1978, ce qui entraîne le caractère non officiel de la troisième édition. Cette fois-ci, seuls 11 clubs polonais répondent favorablement à l'invitation, ce qui pousse les nouveaux organisateurs à inviter quatre équipes hongroises : Diósgyőri VTK, Tatabányai Bans, Szeged LC et Szeged Rákóczi. En finale, et devant une quasi-indifférence, le Górnik Zabrze, relégué quelques semaines plus tôt en seconde division, remporte la compétition, battant le Zagłębie Sosnowiec sur le score de deux buts à zéro. Très peu attirante et intéressante pour les supporters, la compétition est abandonnée pour vingt années. Le vainqueur, Zabrze, n'est quant à lui pas compté dans les statistiques de la Fédération, et donc pas déclaré vainqueur officiellement.
À l'initiative de Zbigniew Boniek et de Ryszarda Raczkowski, la Coupe de la Ligue refait son apparition en 1999. Afin de convaincre les clubs polonais, de grands groupes financiers prennent place au sein de la Puchar Ligi, et offrent des primes pour chaque tour de compétition. Ainsi, le Polonia Varsovie, vainqueur de la coupe après un derby passionnant face au Legia, reçut après sa victoire 1,3 million de zloty, soit un peu moins de 300 000 euros.
Pour la saison 2000-01, l'organisation fait appel à des clubs de seconde division, ce qui semble être une bonne opération. En effet, le public se passionne pour des matches entre équipes de niveaux différents, les supporters des équipes supposées inférieures espérant vaincre les clubs d'Ekstraklasa. Pour cette nouvelle édition, le choc reste cependant une rencontre entre deux clubs de première division. Pour la première fois, la finale, qui se joue en matches aller-retours, voit le Wisła Cracovie, champion de Pologne, s'imposer sur le Zagłębie Lubin.
La saison suivante, ce sont encore les grands clubs polonais qui accèdent à la finale, les plus petits n'ayant fait qu'illusion en demi-finale. Défendant son titre, le Wisła est cependant battu par le Legia, qui décroche là sa première couronne après une finale perdue. Mais devant l'importance prise par la Coupe de Pologne, qui reste la plus importante et plus populaire coupe du pays, la Coupe de la Ligue se déprogramme, malgré être passé par une belle période durant ses deux premières années.

### Puchar Ekstraklasy: depuis 2007

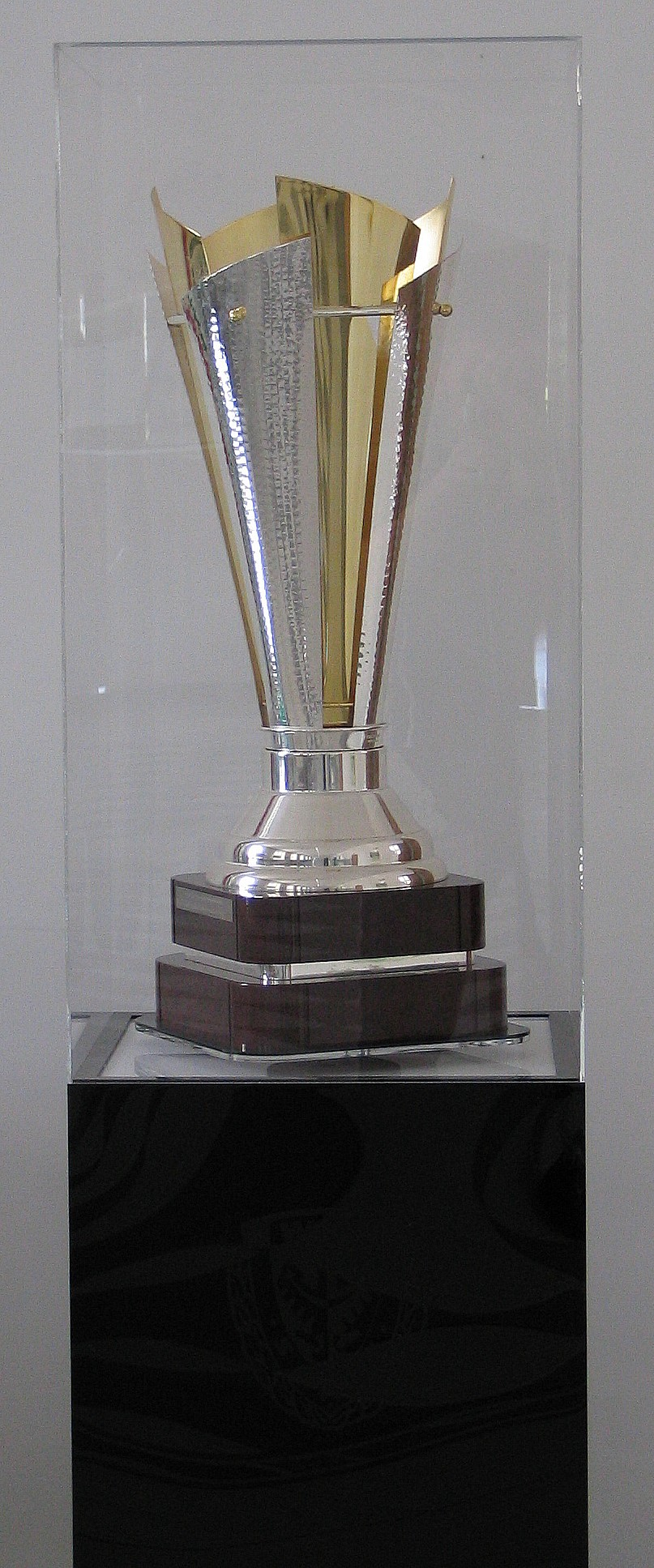
Trophée de la Coupe de la Ligue

Après une pause de trois ans due au manque d'intérêt d'organiser une telle compétition, la Coupe de la Ligue refait son apparition, sous le nom de Puchar Ekstraklasy, et grâce aux efforts de l'Ekstraklasa SA. Ayant pour but la renaissance de la compétition, cette entité désire également lui redonner du prestige, et modifie donc la formule de la coupe. Comme inauguralement, l'édition 2006-07 se déroule sous la forme d'une phase de poules, suivie de matches à élimination directe. Lors de la remise en place de la coupe, le Dyskobolia a clairement exprimé son envie de l'inscrire à son palmarès, alignant une équipe compétitive pour les différents tours, passés avec facilité. Défendant son titre en 2008, Grodzisk Wielkopolski a triomphé pour la deuxième fois consécutive, en battant nettement le Legia Varsovie (4-1), devenant ainsi le seul club polonais à l'avoir remporté deux fois. Vainqueur à chaque fois, le Dyskobolia n'a pourtant pas pu participer à la troisième édition de la Puchar Ekstraklasy, à la suite de sa fusion avec le Polonia Varsovie. C'est le Śląsk Wrocław qui est entré dans le palmarès de la coupe. Cependant, comme pour les appellations précédentes, le manque d'intérêt a contraint les organisateurs à stopper le déroulement de la compétition, qui n'aura donc pas lieu lors de la saison 2009-2010.

## Éditions
| Année | Vainqueur        | Finaliste             | Résultat | Lieu de la finale    |
| ----- | ---------------- | --------------------- | -------- | -------------------- |
| 1952  | Wawel Cracovie   | Cracovia              | 5-1      | Varsovie             |
| 1977  | Odra Opole       | Widzew Łódź           | 3-1      | Częstochowa          |
| 1978  | Górnik Zabrze    | Zagłębie Sosnowiec    | 2-0      | Chorzów              |
| 2000  | Polonia Varsovie | Legia Varsovie        | 2-1      | Varsovie             |
| 2001  | Wisła Cracovie   | Zagłębie Lubin        | 3-0, 1-2 | Lubin et Cracovie    |
| 2002  | Legia Varsovie   | Wisła Cracovie        | 3-0, 1-2 | Varsovie et Cracovie |
| 2007  | Dyskobolia       | GKS Bełchatów         | 1-0      | Bełchatów            |
| 2008  | Dyskobolia       | Legia Varsovie        | 4-1      | Grodzisk             |
| 2009  | Śląsk Wrocław    | Odra Wodzisław Śląski | 1-0      | Wodzisław Śląski     |

## Palmarès
| Rang | Clubs                 | Titres | Finales |
| ---- | --------------------- | ------ | ------- |
| 1    | Dyskobolia            | 2      | 0       |
| 2    | Legia Varsovie        | 1      | 2       |
| 3    | Wisła Cracovie        | 1      | 1       |
| 4    | Odra Opole            | 1      | 0       |
| 4    | Polonia Varsovie      | 1      | 0       |
| 4    | Śląsk Wrocław         | 1      | 0       |
| 7    | GKS Bełchatów         | 0      | 1       |
| 7    | Odra Wodzisław Śląski | 0      | 1       |
| 7    | Widzew Łódź           | 0      | 1       |
| 7    | Zagłębie Lubin        | 0      | 1       |